# Costa del Sol Occidental
La Costa del Sol occidental és una comarca que es troba al sud-est de la província de Màlaga, a la Comunitat Autònoma d'Andalusia, Espanya. Limita al nord amb les comarques de Sierra de las Nieves, Serranía de Ronda i Valle del Guadalhorce.

## Municipis
Els municipis que formen la comarca són:
- Benahavís
- Benalmádena
- Casares
- Estepona
- Fuengirola
- Manilva
- Marbella
- Mijas
- Torremolinos